# 데이비드 레터먼
데이비드 마이클 레터먼(영어: David Michael Letterman, 1947년 4월 12일 ~ )은 미국의 텔레비전 사회자이자 코미디언이다. 그는 CBS에서 방송하는 심야 텔레비전 토크쇼, 《레이트 쇼 위드 데이비드 레터먼》을 진행한다. 레터먼은 1982년 《레이트 쇼》의 데뷔 후 심야 텔레비전에 터줏대감으로 자리잡은 상태이다. 레터먼의 친구이자 멘토인 조니 카슨만이 더 긴 심야 진행 경력을 가지고 있다.
레터먼은 또한 텔레비전과 영화 프로듀서이다. 그의 회사 《Worldwide Pants Incorporated》는 모방작 《레이트 레이트 쇼 위드 크레이그 퍼거슨》 뿐만 아니라 그의 쇼를 제작한다. 그 회사는 또한 여러편의 황금 시간대 코미디를 제작하였으며, 그 중 가장 성공한 것은 현재 프로그램 판매 중인 《Everybody Loves Raymond》였다.

## 참고
1. ↑  “David Letterman Biography”. 뉴욕 타임스. 2009년 2월 3일에 확인함.
2. ↑  “"Dave at Peace: The Rolling Stone Interview"”. 2010년 4월 7일에 원본 문서에서 보존된 문서. 2009년 2월 21일에 확인함.